# كنوت هولت
كنوت هولت (بالنرويجية البوكمول: Knut Holte)‏ هو لاعب كرة قدم نرويجي، ولد في 25 مايو 1967. لعب مع نادي ستابك ونادي لين.

## روابط خارجية
- كنوت هولت على موقع اتحاد النرويج (النرويجية)